# New Mexico Rail Runner Express
Il New Mexico Rail Runner Express è il servizio ferroviario suburbano a servizio delle aree metropolitane di Albuquerque e Santa Fe, nello Stato del Nuovo Messico. Si compone di una linea ed è gestito dalle aziende Rio Metro e Herzog Transit Services (HTS), che operano su binari di proprietà del New Mexico Department of Transportation (NMDOT).

## Storia
Il servizio tra le stazioni di Belen e Bernalillo venne attivato il 14 luglio 2006 e in seguito, il 17 dicembre 2008 fu aperta l'estensione da Bernalillo a Santa Fe. Il 24 aprile 2017 è stata aperta la stazione di Zia Road, situata nella zona sud di Santa Fe, portando il numero totale di stazioni servite a 15.

## Il servizio
Il servizio è attivo sette giorni su sette e si compone giornalmente di 22 corse, 11 per direzione. Inoltre, una corsa per direzione è espressa e ferma solo nelle stazioni principali. Durante le festività il servizio è ridotto o assente.